# Seguridad alimentaria
La seguridad alimentaria hace referencia a la disponibilidad suficiente y estable de alimentos, su acceso oportuno y su aprovechamiento biológico, de manera estable a través del tiempo. Hay seguridad alimentaria cuando todas las personas tienen en todo momento acceso físico y económico a suficientes alimentos inocuos y nutritivos para satisfacer sus necesidades alimenticias y sus preferencias en cuanto a los alimentos para alcanzar una vida sana y activa. La seguridad alimentaria es una parte integral del derecho a la alimentación. La seguridad alimentaria además es una parte integral de los Objetivos de Desarrollo Sostenible, en particular del Objetivo Hambre Cero.
Actualmente, las causas que principalmente explican el estado mundial de la seguridad alimentaria, son los conflictos, la variabilidad del clima y los fenómenos climáticos extremos, junto a fenómenos económicos como las desaceleraciones y recesiones, los que a su vez se entrelazan con factores estructurales tales como la inasequibilidad de las dietas saludables, las desigualdades sociales y los entornos alimentarios.
Las fases de la seguridad alimentaria van desde la situación de seguridad alimentaria hasta la de hambruna a gran escala. "El hambre y la hambruna están ambas enraizadas en la inseguridad alimentaria. La inseguridad alimentaria puede categorizarse como crónica o transitoria. La inseguridad alimentaria crónica conlleva un elevado grado de vulnerabilidad al hambre y a la hambruna, por lo que para asegurar la seguridad alimentaria es necesario eliminar esa vulnerabilidad. El hambre crónica no es hambruna. Es similar a la malnutrición y está relacionada con la pobreza que existe principalmente en los países pobres".

## Definición
El término "seguridad alimentaria" adquirió relevancia a partir de la Conferencia Mundial de la Alimentación convocada en 1974 por la Organización de las Naciones Unidas para la Agricultura y la Alimentación (FAO). En sus inicios, el término se concentró en la producción y disponibilidad de alimentos a nivel nacional. A partir de las hambrunas ocurridas en África en la década de los '80, en un contexto de mucha disponibilidad de alimentos, y el trabajo de investigación de Amartya Sen, quedó demostrado que no alcanzaba con concentrarse en la producción y disponibilidad de alimentos sino también en el acceso a ellos. En la década de los '90, se reafirmó el carácter de la seguridad alimentaria como un derecho humano. Esta definición incluía la capacidad de asegurar que el sistema alimentario provea a toda la población del aprovisionamiento alimentario y nutricionalmente adecuado a largo plazo.
Actualmente, la FAO provee la siguiente definición:

La seguridad alimentaria existe cuando todas las personas tienen acceso en todo momento (ya sea físico, social, y económico) a alimentos suficientes, seguros y nutritivos para cubrir sus necesidades nutricionales y las preferencias culturales para una vida sana y activa.
FAO, Cumbre Mundial de la Alimentación (1996)

Esta definición cuenta con cuatro dimensiones:
- Disponibilidad física de los alimentos: esto comprende la producción de alimentos y la disponibilidad en el mercado nacional e internacional de alimentos.
- Acceso económico y físico a los alimentos: esta dimensión se refiere a la capacidad de los hogares de poder comprar y acceder a los alimentos que necesitan. Todos los miembros del hogar (incluidos mujeres y niños) tienen que poder acceder a los alimentos que necesitan.
- Utilización de los alimentos: la utilización de los alimentos hace referencia a la capacidad de los alimentos de cubrir las necesidades nutricionales de los individuos.
- Estabilidad en el tiempo: las tres dimensiones anteriores deben mantenerse en el tiempo y no verse afectadas por otras condiciones, por ejemplo, cambios en el clima, aumento del precio de los alimentos o desempleo.[10]

### Diferencias con el término soberanía alimentaria
Mientras que la seguridad alimentaria se refiere a garantizar el aprovisionamiento de alimentos, la soberanía alimentaria se entiende como la facultad de cada pueblo para definir sus propias políticas agrarias y alimentarias de acuerdo a objetivos de desarrollo sostenible y seguridad alimentaria.

### Clasificación Integrada de las Fases de la Seguridad Alimentaria
| Fase                                 | Descripción general |
| ------------------------------------ | --- |
| Seguridad Alimentaria General        | Acceso a los alimentos generalmente adecuado y estable, con riesgo moderado a bajo de descender a la Fase 3, 4 o 5. |
| Seguridad Alimentaria Crónica        | Acceso a los alimentos mínimamente adecuado con alto riesgo recurrente (como resultado de probables eventos de peligro y vulnerabilidad elevada) de descender a la Fase 3, 4 o 5. |
| Crisis Alimentaria y de subsistencia | Falta crítica y acentuada de acceso a los alimentos, niveles de malnutrición elevados y sobre lo normal y agotamiento acelerado de los activos que conforman los medios de subsistencia. De prolongarse en el tiempo, esta situación hará descender a la población a la Fase 4 o 5 y/o podrá redundar en pobreza crónica. |
| Emergencia Humanitaria               | Grave falta de acceso a los alimentos con exceso de mortalidad, malnutrición muy elevada y en aumento y despojo irreversible de los activos que conforman los medios de subsistencia. |
| Hambruna/Catástrofe Humanitaria      | Conmoción social extrema con total falta de acceso a los alimentos y/u otras necesidades básicas en que la población es víctima de hambruna generalizada, muerte y desplazamiento. |

## Causas de la inseguridad alimentaria
Existen diferentes causas que pueden ser, de modo conjunto o separado, causa de una situación de inseguridad alimentaria.

### Escasez de agua

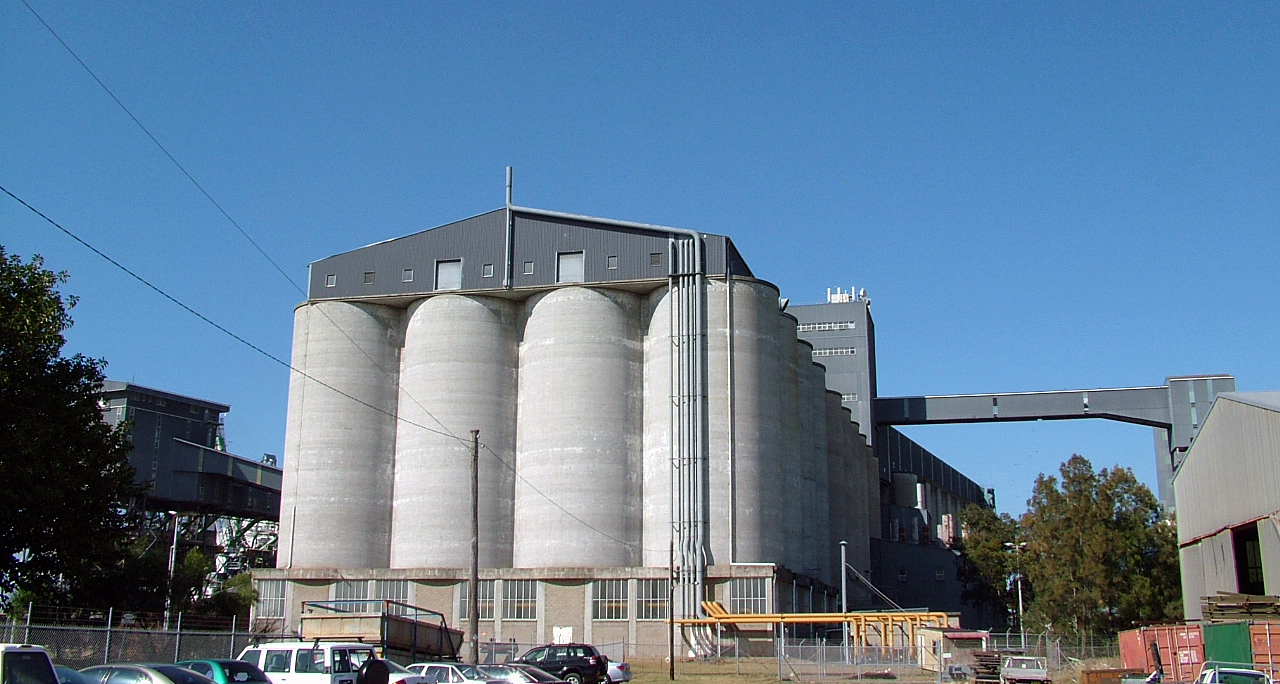
Instalación para el almacenamiento de grano en Australia.

Los déficit de agua, que ya han comenzado a provocar el aumento de las importaciones de grano por parte de numerosos países pequeños, podría tener el mismo efecto en países grandes, como China o India. Los niveles freáticos han caído en numerosos países de modo significativo. Esto pasa en China, EE. UU. o India como consecuencia de la sobreexplotación generalizada de los acuíferos utilizando bombas mecánicas. Este tipo de prácticas podría llevar, en estos y en otros países, a problemas de escasez del agua y a disminuciones de la producción agrícola. La mayor parte de las 3000 millones de personas que se espera nazcan para 2050, nacerán en países que actualmente ya están experimentando déficits de agua. Tras China e India, existe todo un segundo grupo de países más pequeños con importantes déficits de agua, como Afganistán, Argelia, Egipto, Irán, México y Pakistán.

### Degradación de los suelos
La agricultura intensiva lleva con frecuencia a un círculo vicioso de agotamiento de la fertilidad de los suelos y la caída de los rendimientos agrícolas. Se estima que aproximadamente el 40 % de la tierra agrícola del mundo está seriamente degradada. En África, si las tendencias de degradación de la tierra continúan, el continente será capaz de alimentar tan solo al 25 % de su población hacia 2025, de acuerdo al Instituto para los Recursos Naturales de África, parte de la Universidad de Naciones Unidas.

### Contaminación atmosférica
La contaminación atmosférica puede reducir la producción y calidad de los alimentos. La contaminación por ozono, potenciada por las emisiones de gases de efecto invernadero, desde fábricas, automóviles y otras fuentes, es otro de los factores capaces de reducir la producción de alimentos básicos en agricultura.

### Desigualdad de género
El género y seguridad alimentaria se refiere a las causas y consecuencias de la inseguridad alimentaria generadas por los prejuicios socioculturales relacionados al género. La desigualdad de género provoca inseguridad alimentaria y la inseguridad alimentaria, a su vez, refuerza la desigualdad de género.
Según estimaciones de 2009, las mujeres y las niñas representaban el 60 % de las personas que padecen hambre crónica en el mundo.
La Convención sobre la eliminación de todas las formas de discriminación contra la mujer garantiza la igualdad de derechos de las mujeres, incluyendo el derecho a la alimentación.

## Efectos de la inseguridad alimentaria
Muchos países experimentan escasez de alimento permanente y problemas en su distribución. Esto tiene como resultado el hambre crónica y en ocasiones generalizada entre números significativos de personas. La respuesta del ser humano al hambre y a la malnutrición es la disminución del tamaño corporal, lo que se conoce en términos médicos como raquitismo o retraso en el crecimiento. Este proceso comienza in utero si la madre está malnutrida y continúa aproximadamente hasta el tercer año de vida. Conduce a un aumento de la mortalidad infantil, pero a tasas mucho menores que durante una hambruna. Una vez que el retraso en el crecimiento se produce, la mejora de la ingesta nutricional en un momento vital posterior no revierte el daño. El raquitismo en sí mismo considerado se toma como un mecanismo de afrontamiento o respuesta, en la medida que está diseñado para ajustar el cuerpo a un tamaño en línea con las calorías disponibles durante la edad adulta en el hábitat donde el niño ha nacido. La limitación del tamaño corporal como una forma de adaptarlo a bajos niveles de energía (o calorías) afecta adversamente a la salud por tres vías:
- El fallo prematuro de órganos vitales que tiene lugar durante la vida adulta.
- Los individuos que han sufrido un retraso en el crecimiento sufren de probabilidades de enfermar más altas que aquellos que no lo han sufrido.
- La malnutrición severa durante la infancia temprana suele conducir a defectos en el desarrollo cognitivo.

### Feminización del hambre

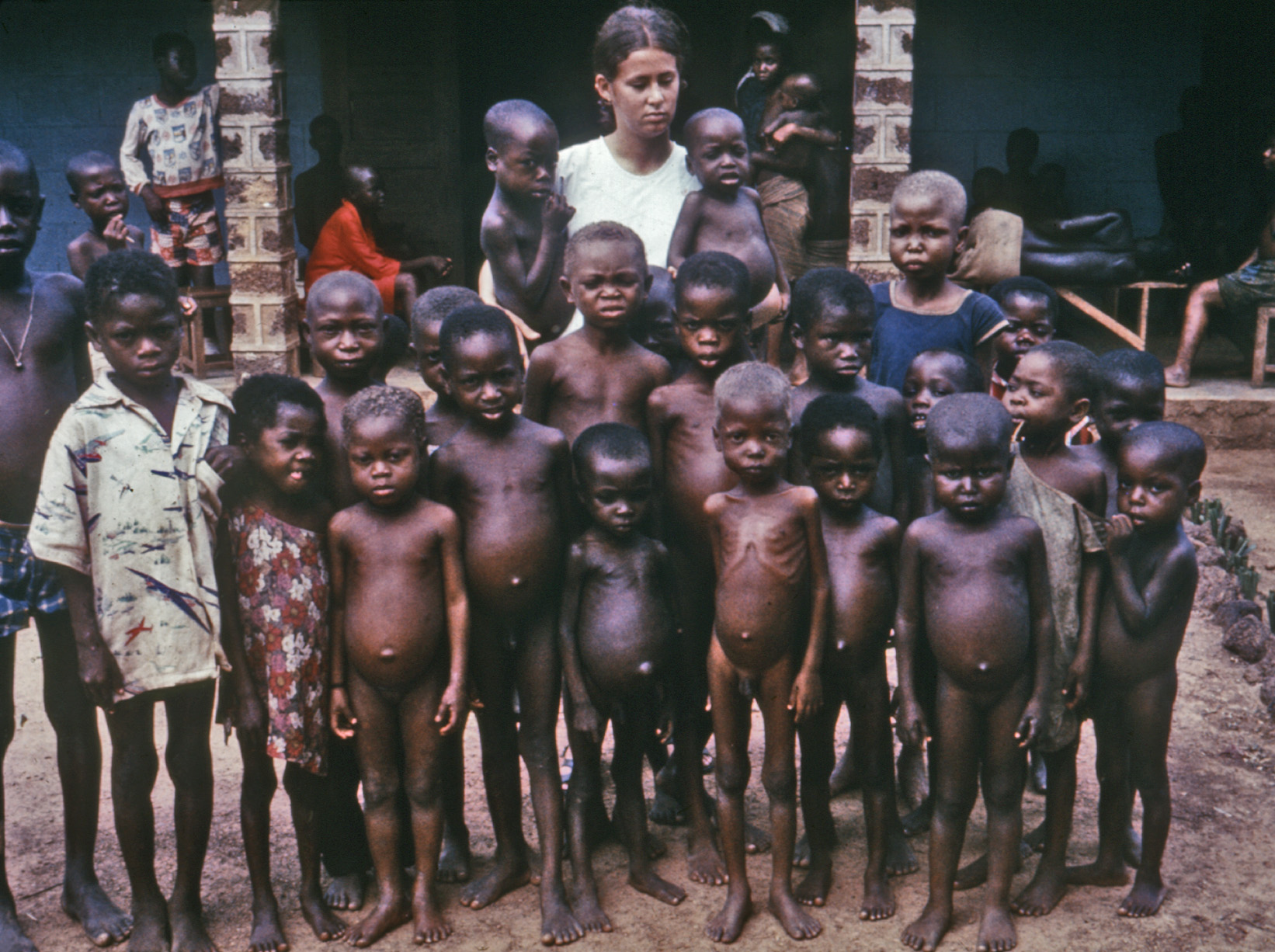
Niños y una enfermera en un orfanato nigeriano hacia finales de los años 1960. Los niños muestra síntomas de reducida ingesta calórica y proteica.

Feminización del hambre es un concepto que se refiere a una mayor presencia de mujeres que de varones que padecen hambre en el mundo. La feminización del hambre está directamente relacionada con la feminización de la pobreza por la desproporcionada cantidad de mujeres pobres comparada con varones pobres. La feminización del hambre es un concepto utilizado en las conferencias de las Naciones Unidas y por las organizaciones cooperantes del desarrollo y de ayuda humanitaria a nivel internacional desde hace muchos años.
El 70% de los afectados por hambre a nivel mundial son mujeres. A pesar de que las mujeres producen el 70% de la alimentación familiar en los países en vías de desarrollo y el 50% a nivel mundial, un 70% de las personas que sufren hambre en el mundo son mujeres. El hambre es consecuencia de los mecanismos de desigualdad en la distribución de los alimentos y las niñas y mujeres son las principales afectadas.

## Estrategias de mitigación
Los enfoques basados en dinero en efectivo se han convertido en una estrategia cada vez más común para brindar asistencia humanitaria. Una revisión sistemática examinó la eficacia, eficiencia e implementación de estos enfoques en entornos de emergencia humanitaria. Dicha revisión resumió la evidencia de cinco evaluaciones de impacto, 10 estudios de eficiencia, y 108 estudios de barreras y ventajas en la implementación de asistencia humanitaria basada en transferencias de efectivo.
Los resultados de la revisión indican que las transferencias monetarias no condicionadas y los cupones alimenticios pueden mejorar la seguridad alimentaria de los hogares afectados por conflictos, inseguridad alimentaria y sequía. Asimismo, las transferencias monetarias conducen a mayores mejoras en la diversidad y calidad de la dieta que las transferencias de alimentos, aunque estas últimas tienen más éxito en aumentar la ingesta calórica per cápita. Por último, las transferencias monetarias tienen un menor costo por beneficiario que los cupones, los que a su vez tienen un menor costo por beneficiario que la distribución de alimentos en especie.
La mayoría de las personas en situación de pobreza alrededor del mundo dependen de la agricultura. Por ello, la seguridad alimentaria y la agricultura están siendo promovidas por gobiernos y organismos de desarrollo como una estrategia para favorecer a las personas en situación de pobreza y estimular el crecimiento económico. Estas intervenciones agrícolas incluyen tecnología, habilidades y el entorno regulatorio. Se ha planteado analizar el impacto de varias de estas intervenciones como, por ejemplo, la titulación de tierras, la capacitación y tecnología, las escuelas de campo para agricultores, el pago por servicios ambientales y la gestión forestal descentralizada.
Un análisis de cinco revisiones sistemáticas concluyó, entre varios resultados, que las reformas de titulación de tierras tienen efectos positivos sobre la productividad agrícola y en los ingresos de aquellos beneficiados. Asimismo, las innovaciones tecnológicas impactan positivamente en la seguridad alimentaria familiar, mientras que las escuelas de campo para agricultores demostraron ser eficaces en aumentar la producción agrícola. A pesar de que también se obtuvieron otros resultados, todavía queda pendiente comprender por qué algunos programas son más eficaces que otros, por lo que es recomendable realizar más investigaciones que estudien la gama completa de impactos relevantes y evalúen resultados sociales más amplios.
Muchas personas en situación de pobreza en África dependen de sus pequeñas granjas para subsistir. Ha surgido un gran interés en tratar de reducir la pobreza en la región mediante el apoyo a estos agricultores para que produzcan más y rentabilicen sus explotaciones. Estas intervenciones incluyen la capacitación de los agricultores y la introducción de nuevas técnicas y productos agrícolas, tales como nuevos tipos de cultivos o fertilizantes. Aunque los gobiernos y los donantes internacionales han invertido una cantidad considerable de dinero en estos enfoques, el efecto de tales intervenciones sobre la seguridad alimentaria y los resultados económicos es incierto.
Una revisión de 19 estudios realizados en África, concluyó que las intervenciones que proporcionan insumos biológicos o químicos, como fertilizantes o variedades de cultivos, a los pequeños agricultores, mejoran los ingresos de estos y la seguridad alimentaria. Particularmente, la introducción de la batata de pulpa anaranjada ha supuesto una mejora de su estado nutricional. Asimismo, las intervenciones que brindan capacitación a estos agricultores pueden aumentar sus ingresos, aunque existen pocos estudios que evalúen tales intervenciones. Estos efectos positivos sugieren que los pequeños agricultores en África desean y son aptos para participar en la capacitación y adoptar nuevos insumos agrícolas.

## Inseguridad alimentaria por país
Las crisis alimentarias casi siempre se deben a una combinación de factores, pero es importante establecer si la naturaleza de las crisis alimentarias está predominantemente relacionada con la falta de disponibilidad de alimentos, el acceso limitado a los alimentos o problemas graves pero localizados. Se espera que los países en crisis que requieren asistencia externa para alimentos carezcan de los recursos para hacer frente a los problemas críticos de inseguridad alimentaria informados. En este campo se describen tres niveles de crisis en gravedad descendente: países que enfrentan un déficit excepcional en la producción/oferta agregada de alimentos como resultado de malas cosechas, desastres naturales, interrupción de las importaciones, interrupción de la distribución, pérdidas excesivas posteriores a la cosecha u otros cuellos de botella en el suministro; países con una falta generalizada de acceso, donde se considera que la mayoría de la población no puede adquirir alimentos en los mercados locales, debido a ingresos muy bajos, precios de alimentos excepcionalmente altos o la imposibilidad de circular dentro del país; países con inseguridad alimentaria localizada grave debido a la afluencia de refugiados, una concentración de personas desplazadas internamente o áreas con una combinación de pérdida de cosechas y pobreza extrema.

### Afganistán
Grave inseguridad alimentaria localizada: debido al conflicto civil, los desplazamientos de población y la ralentización económica, entre noviembre de 2021 y marzo de 2022, durante la temporada de escasez invernal, se preveía un deterioro de la situación de inseguridad alimentaria y era probable que el número de personas en situación de "Crisis" o superior aumentara hasta los 22.8 millones, aproximadamente un 35% más que durante la misma temporada en 2020/21; tras los acontecimientos de agosto de 2021 en el país, los flujos de ayuda internacional, un elemento importante del gasto público, se detuvieron; es probable que la situación de la seguridad alimentaria y los medios de subsistencia agrícolas en el país se deterioren significativamente en los próximos meses debido al impacto acumulativo y en cascada de múltiples choques, incluyendo el clima, el conflicto, la crisis económica y los efectos persistentes de la pandemia COVID-19 (2022)

### Bangladés
Grave inseguridad alimentaria localizada: debido a las limitaciones económicas y a los elevados precios de importantes productos alimenticios - se prevé que la inseguridad alimentaria siga siendo frágil, dadas las persistentes limitaciones económicas; los precios internos de la harina de trigo y el aceite de palma, importantes productos alimenticios, se situaban en niveles elevados en enero de 2023; resultado de los elevados precios internacionales de la energía, el combustible y los alimentos, que se han transmitido a los mercados internos (2023)

### Burkina Faso
Grave inseguridad alimentaria localizada: debido a la inseguridad civil en el norte y a los altos precios de los alimentos - según el último análisis, se prevé que unos 3.53 millones de personas se enfrenten a una grave inseguridad alimentaria durante la temporada de carestía de junio a agosto de 2023, lo que supondría un ligero aumento en comparación con el año anterior; la inseguridad alimentaria se debe principalmente al empeoramiento de la inseguridad en las regiones Centro-Norte y Sahel, que, en diciembre de 2022 (últimos datos disponibles), habían desplazado a unos 1,88 millones de personas; los altos precios de los alimentos agravan aún más las condiciones de los hogares más vulnerables (2023)

### Birmania
Grave inseguridad alimentaria localizada: debido al conflicto, la inestabilidad política y las limitaciones económicas - la crisis política, tras la toma del poder por los militares el 1 de febrero de 2021, provocó un aumento de las tensiones y los disturbios en todo el país; la incierta situación política actual puede comprometer aún más la frágil situación de los hogares vulnerables y de los desplazados internos rohingya que residen en el país; el conflicto armado entre el ejército y los grupos armados no estatales provocó desplazamientos de población, perturbó las actividades agrícolas y limitó el acceso a la ayuda humanitaria, especialmente en los estados de Rakhine, Chin, Kachin, Kayin, Kayah y Shan; las pérdidas de ingresos y la disminución de las remesas, debido al impacto de la pandemia de COVID-19, han afectado a la situación de seguridad alimentaria de los hogares vulnerables; los precios internos del arroz Emata, la variedad más consumida en el país, se situaron en niveles elevados en mayo de 2022, lo que limitó el acceso a un alimento básico fundamental (2022)

### Burundi
Falta de acceso generalizada: debido a los efectos del clima - se estima que alrededor de 646.000 personas padecerán inseguridad alimentaria grave entre junio y septiembre de 2022; los principales factores son la escasez de lluvias en mayo en algunas zonas del centro y el sur del este, que afectó a la producción de legumbres, el impacto socioeconómico de la pandemia COVID-19, y los altos precios de los alimentos debido a los elevados precios del combustible que inflan los costes de transporte (2022)

### Camerún
Inseguridad alimentaria grave localizada: debido a la inseguridad civil, los elevados precios de los alimentos y las inundaciones: según un análisis de noviembre de 2022 (el último disponible), se calcula que unos 3.6 millones de personas sufrieron inseguridad alimentaria aguda entre octubre y diciembre de 2022, como consecuencia de los conflictos, los disturbios sociopolíticos y los elevados precios de los alimentos, así como de las inundaciones que provocaron desplazamientos de personas, dañaron los cultivos en pie e impidieron el acceso a los campos (2023)

### República Centroafricana
Déficit excepcional en la producción/suministros totales de alimentos: debido al conflicto interno y a los elevados precios de los alimentos - según el último análisis, publicado en noviembre de 2022, se estima que el número de personas en situación de crisis o superior ascenderá a 2.7 millones entre septiembre de 2022 y marzo de 2023. 7 millones entre septiembre de 2022 y marzo de 2023; esto se atribuye principalmente al impacto de la inseguridad civil y a los altos precios de los alimentos; la inseguridad persistente y los desplazamientos de población siguen afectando a las actividades agrícolas y limitan el acceso de los agricultores a las zonas de cultivo y a los insumos agrícolas; los elevados precios internacionales del combustible y los fertilizantes, en gran parte importados, han provocado, según se informa, un menor uso de insumos agrícolas en 2022, especialmente entre los pequeños agricultores, con un impacto negativo en los rendimientos (2023)

### Chad
Falta de acceso generalizada: debido a la inseguridad civil y al déficit en la producción de cereales. Se prevé que alrededor de 1.5 millones de personas sufran inseguridad alimentaria aguda durante la temporada de escasez de junio a agosto de 2023; esto supondría una mejora en comparación con el año anterior, debido principalmente a la producción de cereales significativamente mayor en 2022 tras la producción inferior a la media de 2021; la inseguridad alimentaria aguda se ve agravada por la inseguridad persistente en las regiones de Lac y Tibesti; los elevados precios de los alimentos, así como el impacto de las graves inundaciones de 2022, que afectaron aproximadamente a 1.5 millones de personas y destruyeron unas 350.000 hectáreas de tierras de cultivo, están agravando la inseguridad alimentaria (2023). 5 millones de personas y destruyeron unas 350.000 hectáreas de tierras de cultivo, están agravando la inseguridad alimentaria (2023)

### República Democrática del Congo
Falta de acceso generalizada: debido al conflicto interno en las regiones orientales y a los altos precios de los alimentos - según un análisis de octubre de 2022, se preveía que 24.5 millones de personas experimentarían inseguridad alimentaria aguda entre enero y junio de 2023; esto se debe al conflicto persistente en las provincias orientales de Kivu del Norte, Kivu del Sur e Ituri, que sigue provocando desplazamientos de población, y a los altos precios de los alimentos básicos nacionales (2023)

### República del Congo
Grave inseguridad alimentaria localizada: debido a las inundaciones - las cantidades de lluvia superiores a la media desde noviembre de 2022 provocaron inundaciones en diciembre de 2022 y enero de 2023 en el centro y norte del país, desplazando a la población; según los informes de evaluación de daños, unas 165.000 personas se han visto afectadas en 23 distritos de los departamentos de Cuvette, Likouala, Plateaux y Sangha (2023)

### Yibuti
Falta de acceso generalizada: debido al clima desfavorable y a los altos precios de los alimentos - se estima que alrededor de 192.000 personas sufrieron inseguridad alimentaria aguda entre julio y diciembre de 2022 debido principalmente a las lluvias insuficientes en 2021 y 2022, que afectaron a los pastizales y a los medios de subsistencia de los pastores, así como a los altos precios de los alimentos (2023)

### Suazilandia
Grave inseguridad alimentaria localizada: debido al aumento de los precios de los alimentos básicos - el precio de la harina de maíz, el alimento básico clave, aumentó en los primeros cinco meses de 2022 y, en mayo de 2022, era un 3% más alto sobre una base anual; los precios de la harina de trigo también estaban en máximos históricos en mayo de 2022; esto refleja principalmente los elevados precios mundiales y la gran dependencia del país del trigo importado para satisfacer las necesidades de consumo nacional (2022)

### Etiopía
Falta de acceso generalizada: debido al conflicto en la región de Tigray, las condiciones de sequía en las zonas del sudeste, los altos precios de los alimentos - La difícil y cada vez peor situación de la seguridad alimentaria es el resultado de múltiples perturbaciones que afectan a la disponibilidad y el acceso a los alimentos, entre ellas: el conflicto en el norte de la región de Tigray y en las zonas adyacentes de las regiones de Amhara y Afar, que comenzó en noviembre de 2020; sólo en la región de Tigray, se estima que 5. El fracaso de las lluvias "Gu-Genna" de marzo-mayo de 2022 en las zonas de pastoreo del sur de la región de Oromiya y en el sur de la región de Somalí, exacerbó las condiciones de sequía que prevalecen desde finales de 2020, causando graves pérdidas de cosechas y ganado; los graves problemas macroeconómicos, incluyendo la insuficiencia de reservas de divisas y la continua depreciación de la moneda nacional, como resultado, la inflación se encuentra en niveles muy altos, con la tasa de inflación interanual de los alimentos estimada en el 35.5% en julio, una de las más altas del mundo. Estas dificultades se ven agravadas por el efecto dominó de la guerra de Ucrania, que provocó subidas de los precios internacionales del trigo, el combustible y los fertilizantes (2023)

### Guinea
Inseguridad alimentaria localizada grave: debido a la reducción de los ingresos - se prevé que alrededor de 1.22 millones de personas necesiten asistencia alimentaria entre junio y agosto de 2022, principalmente debido a las limitaciones de acceso a los alimentos a causa de los efectos económicos de la pandemia COVID-19 (2022)

### Haití
Falta de acceso generalizada: debido a los altos precios de los alimentos, las catástrofes naturales, la agitación sociopolítica y el empeoramiento de la inseguridad, se prevé que unos 4.7 millones de personas se enfrenten a una grave inseguridad alimentaria aguda y necesiten ayuda alimentaria urgente entre marzo y junio de 2023. Se prevé que unos 4.7 millones de personas se enfrenten a una grave inseguridad alimentaria aguda y necesiten ayuda alimentaria urgente entre marzo y junio de 2023; los altos niveles de inseguridad alimentaria son el resultado de los elevados precios de los alimentos, la recesión económica, los frecuentes desastres naturales, agravados por la agitación sociopolítica y el empeoramiento de la inseguridad; la población que experimenta los mayores niveles de inseguridad alimentaria aguda se encuentra en la comuna de Cité Soleil de la capital, Puerto Príncipe, donde la violencia entre bandas afecta gravemente al acceso de los hogares a los mercados y a los servicios esenciales (2023)

### Irak
Grave inseguridad alimentaria localizada: debido al conflicto civil y a la ralentización económica, el Panorama de las Necesidades Humanitarias 2022 identificó a 2.5 millones de personas necesitadas de ayuda humanitaria, de las cuales 960.000 tienen necesidades humanitarias agudas. 5 millones de personas necesitadas de ayuda humanitaria, de las cuales 960.000 tienen necesidades humanitarias agudas; aunque el número de personas necesitadas se mantuvo similar al del año anterior, la gravedad de esas necesidades aumentó, en gran parte debido al impacto de la pandemia COVID-19 que se sumó a una crisis humanitaria ya existente, lo que provocó un aumento del 35% en el número de personas con necesidades agudas; más de la mitad de ellas se concentran en las gobernaciones de Nínive y Anbar; el número de personas con inseguridad alimentaria grave se estima en unas 435.000, mientras que 731.000 son vulnerables a la inseguridad alimentaria (2022)

### Kenia
Déficit excepcional en la producción/suministros totales de alimentos: debido a las condiciones de sequía, se prevé que alrededor de 4,4 millones de personas sufran inseguridad alimentaria aguda grave entre octubre y diciembre de 2022, lo que refleja las malas temporadas de lluvias consecutivas desde finales de 2020, que afectaron a la producción agrícola y ganadera; los precios del maíz están en niveles altos en todo el país debido a la menor disponibilidad y a los altos precios del combustible, que inflan los costes de producción y transporte (2023)

### Corea del Norte
Falta de acceso generalizada: debido a los bajos niveles de consumo de alimentos, la escasa diversidad de la dieta y la recesión económica - una gran parte de la población padece bajos niveles de consumo de alimentos y una muy escasa diversidad de la dieta; las restricciones económicas, especialmente derivadas del impacto global de la pandemia de COVID-19, han aumentado la vulnerabilidad de la población a la inseguridad alimentaria; el déficit alimentario se estima en unas 860.000 tm, lo que equivale aproximadamente a 2-3 meses de consumo de alimentos, si este déficit no se cubre adecuadamente mediante importaciones comerciales y/o ayuda alimentaria, los hogares podrían experimentar un duro periodo de escasez (2022)

### Líbano
Falta de acceso generalizada: debido a la actual crisis financiera y económica -en septiembre de 2021, las Naciones Unidas estimaron que, teniendo en cuenta múltiples factores distintos de los ingresos, como el acceso a la sanidad, la educación y los servicios públicos, el 82% de la población vive en situación de pobreza multidimensional en 2021, frente al 42% en 2019 (2022)

### Lesoto
Grave inseguridad alimentaria localizada: debido a las malas cosechas y al aumento de los precios de los alimentos - según la última evaluación nacional de la seguridad alimentaria, se espera que el 22% de la población rural se enfrente a una inseguridad alimentaria aguda entre octubre de 2022 y marzo de 2023, frente al 15% entre julio y septiembre de 2022; la proporción prevista se traduce en 320.000 personas en las zonas rurales, mientras que se prevé que otras 201.000 personas en las zonas urbanas también necesiten ayuda; el aumento previsto de los niveles de inseguridad alimentaria aguda se debe principalmente a la reducción de la cosecha, a los elevados precios de los alimentos básicos y de los productos no alimentarios y a la lenta recuperación de los ingresos de los hogares como reflejo de la ralentización del crecimiento económico; la recolección de las cosechas de cereales de verano de la temporada principal de 2022, principalmente maíz y sorgo, ha finalizado; la producción de maíz, el principal cereal básico, es aproximadamente un tercio de la media, mientras que la producción de sorgo es casi insignificante; la mala cosecha se debió principalmente a las lluvias torrenciales de enero y febrero de 2022, que causaron inundaciones localizadas y provocaron pérdidas de cosechas (2022)

### Liberia
Grave inseguridad alimentaria localizada: debido a los elevados precios de los alimentos y a la recesión económica - según los últimos análisis, se calcula que unas 940.000 personas se encontrarán en situación de "Crisis" o superior entre junio y agosto de 2021 debido a las elevadas tasas de inflación de los alimentos y a los efectos negativos de la pandemia de COVID-19 en la economía; la producción de arroz, uno de los principales alimentos básicos, se estimó por debajo de la media en 2021, un factor que se espera que agrave aún más la inseguridad alimentaria en 2022; los precios de los alimentos básicos han ido en aumento en la mayoría de los mercados nacionales desde principios de 2021; los principales impulsores de la inseguridad alimentaria son los efectos de las inundaciones en la producción de cultivos y las altas infestaciones de plagas, incluido el gusano cogollero en algunas zonas localizadas (2022)

### Libia
Grave inseguridad alimentaria localizada: debido a la inseguridad civil, la inestabilidad económica y política, y los altos precios de los alimentos, se estima que 800.000 personas, el 10% de la población, necesitan ayuda humanitaria, de las cuales 500.000 requieren asistencia alimentaria; el país depende en gran medida de las importaciones (hasta el 90%) para cubrir sus necesidades de consumo de cereales (principalmente trigo para consumo humano y cebada para piensos); entre 2016 y 2020, el país obtuvo más del 30% de sus importaciones de trigo de Ucrania, y el 20% de la Federación de Rusia; casi el 65% de las importaciones totales de maíz de 650.000 tm, y el 50% de las importaciones totales de cebada de 1 millón de tm se originaron en Ucrania, lo que hace que Libia sea vulnerable a las interrupciones en los envíos desde la región del Mar Negro (2022)

### Madagascar
Grave inseguridad alimentaria localizada: debido a los efectos de los fenómenos meteorológicos extremos y a la lenta recuperación económica - según el último análisis de mayo de 2022, se prevé que la prevalencia de la inseguridad alimentaria en las regiones meridionales alcance un máximo de 2.1 millones de personas en diciembre de 2022 hasta al menos marzo de 2023; en general, se espera que el número de personas que necesiten ayuda humanitaria a finales de 2022 sea aproximadamente un 30% superior en comparación con el máximo alcanzado en 2021; la mala situación de la seguridad alimentaria es consecuencia principalmente de seis malas temporadas agrícolas consecutivas que culminaron en un suministro de alimentos muy escaso para los hogares rurales y frenaron los ingresos procedentes de la venta de cosechas; los altos índices de pobreza y el aumento de los precios de los productos alimentarios esenciales, combinados con una gran dependencia de los suministros del mercado debido a las bajas cosechas para consumo propio, también están contribuyendo a los altos índices de inseguridad alimentaria en las regiones del sur (2022)

### Malaui
Falta de acceso generalizada: debido a la escasez localizada de la producción de cereales y a los elevados precios de los alimentos, se prevé que unos 3.82 millones de personas sufran inseguridad alimentaria aguda entre octubre de 2022 y marzo de 2023; esta cifra es más del doble de la estimada para el periodo comprendido entre enero y marzo de 2022; los elevados precios de los alimentos y los efectos de la escasez localizada de la producción de cereales inducida por las condiciones meteorológicas en 2022, sobre todo en los distritos meridionales, son los principales factores que explican el aumento de la inseguridad alimentaria aguda (2023)

### Mali
Grave inseguridad alimentaria localizada: debido a la inseguridad civil y a los elevados precios de los alimentos - la situación de la seguridad alimentaria se deterioró en 2021, especialmente en las zonas centrales y septentrionales afectadas por conflictos; según los últimos análisis, se estima que alrededor de 1.84 millones de personas se encontrarán en situación de "Crisis" o superior entre junio y agosto de 2022, como consecuencia del agravamiento de los conflictos, las perturbaciones meteorológicas, la reducción de la producción de cereales en 2021 y los elevados precios de los alimentos (2022)

### Mauritania
Falta de acceso generalizada: debido a los elevados precios de los alimentos - según los últimos análisis, se prevé que cerca de 695.000 personas necesiten ayuda humanitaria durante la temporada de carestía de junio a agosto de 2023; esto supondría una mejora en comparación con el año anterior, debido sobre todo al aumento sustancial de la producción de cereales en 2022; los elevados precios de los alimentos siguen empeorando la seguridad alimentaria, mientras que las inundaciones de 2022, que afectaron a unas 54.000 personas, han agravado aún más las condiciones de los hogares vulnerables (2023)

### Mozambique
Grave inseguridad alimentaria localizada: debido a la escasez de la producción agrícola y a la recesión económica, se espera que el número de personas necesitadas de ayuda alimentaria aumente por encima de los 1,86 millones estimados en 2021-2022 debido a tres factores clave: en primer lugar, el aumento interanual de los precios de los alimentos y el combustible está reduciendo el poder adquisitivo de los hogares, empeorando su acceso económico a los alimentos, especialmente en el caso de los hogares con bajos ingresos; en segundo lugar, es probable que el impacto de los fenómenos meteorológicos extremos en la producción agrícola de las provincias del centro y del sur en 2022 signifique que los hogares agrícolas de las zonas afectadas tengan un bajo suministro de alimentos procedentes de su propia producción y reduzcan las oportunidades de obtener ingresos de la venta de cosechas, lo que afectará a su disponibilidad de alimentos y a su acceso económico a los mismos; en tercer lugar, se ha producido un aumento de los ataques de grupos armados no estatales en la provincia septentrional de Cabo Delgado en 2022 (2022)

### Namibia
Grave inseguridad alimentaria localizada: debido a la escasez localizada de producción de cereales y al aumento de los precios de los alimentos - la producción de cereales aumentó en 2022 y se espera que esto tenga un impacto positivo en la seguridad alimentaria, sin embargo, es probable que el aumento de los precios de los alimentos básicos límite una mejora más sustancial (2022)

### Níger
Falta de acceso generalizada: debido al conflicto interno, los altos precios de los alimentos y las inundaciones, se prevé que alrededor de 2.87 millones de personas sufran inseguridad alimentaria aguda durante la temporada de escasez de junio a agosto de 2023; esto supondría una mejora con respecto a la situación en 2022, lo que refleja principalmente el fuerte repunte de los rendimientos de los cultivos tras la producción de cereales por debajo de la media en 2021; la persistente inseguridad sigue perturbando los medios de subsistencia y ha desplazado a más de 360.000 personas hasta enero de 2023, principalmente en las regiones de Diffa, Tahoua y Tillabery; los elevados precios de los alimentos, así como las inundaciones de 2022 que afectaron a unas 327.000 personas, son factores adicionales que han agravado la inseguridad alimentaria (2023)

### Nigeria
Falta de acceso generalizada: debido al persistente conflicto civil en las zonas septentrionales, las inundaciones, los altos precios de los alimentos y la ralentización económica, se prevé que unos 25.3 millones de personas se enfrenten a una inseguridad alimentaria aguda durante la temporada de carestía de junio a agosto de 2023; esto supondría un deterioro significativo en comparación con el año pasado, cuando se estimó que 19.45 millones de personas padecían inseguridad alimentaria aguda; la inseguridad alimentaria aguda se debe principalmente al deterioro de las condiciones de seguridad y a los conflictos en los estados del norte, que han provocado el desplazamiento de unos 3.17 millones de personas en marzo de 2022 (últimos datos disponibles) y están limitando el acceso de los agricultores a sus tierras; las inundaciones generalizadas de 2022, que afectaron a unos 4.5 millones de personas en todo el país, han agravado aún más las condiciones, especialmente en zonas que ya se enfrentaban a altos niveles de inseguridad; los altos precios de los alimentos y la ralentización prevista del crecimiento económico en 2023 son factores adicionales de la inseguridad alimentaria aguda (2023)

### Pakistán
Grave inseguridad alimentaria localizada: debido a los desplazamientos de población, las limitaciones económicas y los elevados precios del principal alimento básico -según los últimos análisis, se estima que unos 4.7 millones de personas, el 25% de la población, se enfrentan a niveles elevados de inseguridad alimentaria aguda entre abril y junio de 2022 en 25 distritos analizados de las provincias de Baluchistán, Sindh y Khyber Pakhtunkhwa; los precios de la harina de trigo, el principal alimento básico del país, se situaban en niveles elevados en la mayoría de los mercados en mayo de 2022, lo que limita el acceso a este alimento básico (2022).

### Senegal
Grave inseguridad alimentaria localizada: debido a la escasez localizada de la producción de cereales y a la reducción de los ingresos - según los últimos análisis, se estima que unas 881.000 personas necesitarán ayuda humanitaria entre junio y agosto de 2022, principalmente a causa de la escasez localizada de la producción de cereales en 2021 y de la reducción de los ingresos debido al impacto de la pandemia COVID-19 (2022)

### Sierra Leona
Grave inseguridad alimentaria localizada: debido a los elevados precios de los alimentos y a la reducción de los ingresos; según los últimos análisis, se prevé que alrededor de 1.18 millones de personas necesiten ayuda humanitaria entre la temporada de carestía de junio y agosto de 2023; la inseguridad alimentaria aguda se sustenta en los elevados precios de los alimentos, en parte impulsados por la debilidad de la moneda, y en el bajo poder adquisitivo de los hogares vulnerables (2023)

### Somalia
Déficit excepcional en la producción/suministros totales de alimentos: debido a las condiciones de sequía y al conflicto interno, se estima que alrededor de 6.5 millones de personas se enfrentarán a una grave inseguridad alimentaria aguda entre abril y junio de 2023 como resultado de las malas temporadas de lluvias consecutivas desde finales de 2020 y el recrudecimiento del conflicto desde principios de 2021 (2023).

### Sudán del Sur
Falta de acceso generalizada: debido a la recesión económica, a los efectos persistentes de las inundaciones y al prolongado conflicto interno - a pesar de la ayuda humanitaria sostenida, la inseguridad alimentaria sigue afectando a grandes segmentos de la población, debido a la inflación galopante y al suministro insuficiente de alimentos debido al estancamiento de la producción agrícola, a los efectos de años consecutivos con inundaciones generalizadas y a la escalada de la violencia organizada a nivel subnacional desde 2020; unos 7.76 millones de personas, casi dos tercios de la población total, se enfrentarán a una grave inseguridad alimentaria aguda en la temporada de escasez entre abril y julio de 2023 (2023)

### Sri Lanka
Falta de acceso generalizada: debido a los graves problemas macroeconómicos, la reducción significativa de la producción de cereales de 2022 y los elevados precios de los alimentos - los graves problemas macroeconómicos, que reflejan principalmente la disminución de las reservas de divisas después de que los ingresos procedentes de las exportaciones de mercancías, las remesas y el sector turístico disminuyeran drásticamente durante el año pasado, han tenido un impacto negativo en la capacidad del país para importar cereales; la producción de cereales de 2022 disminuyó drásticamente debido a una reducción ordenada por el gobierno en la aplicación de fertilizantes químicos; los precios de los alimentos, elevados hasta niveles sin precedentes, están limitando el acceso económico a los alimentos para la mayoría de los hogares

### Sudán
Inseguridad alimentaria grave localizada: debido al conflicto, la inseguridad civil y la subida de los precios de los alimentos; según los resultados del último análisis, se estima que unos 11.7 millones de personas (el 24% de la población analizada) padecerán inseguridad alimentaria grave entre junio y septiembre de 2022; los principales factores son los problemas macroeconómicos que provocan una inflación galopante de alimentos y productos no alimentarios, la escasez de suministros debido a la mala cosecha de 2021 y la escalada de la violencia entre comunidades (2022)

### Siria
Déficit excepcional en la producción/suministros agregados de alimentos: debido al conflicto civil y la crisis económica - la última evaluación de la seguridad alimentaria a nivel nacional disponible estimó que alrededor de 12 millones de personas, el 60% de la población total, sufrían inseguridad alimentaria en 2021, un ligero descenso con respecto a los 12.4 millones de 2020, pero 5 millones más que a finales de 2019, debido principalmente a las limitadas oportunidades de subsistencia y al rápido empeoramiento de la economía (2022).

### Tanzania
Grave inseguridad alimentaria localizada: debido a la escasez localizada de la producción de alimentos básicos, se estima que unas 592.000 personas necesitarán ayuda humanitaria entre mayo y septiembre de 2022, principalmente en las regiones del noreste, como consecuencia de las pérdidas de cosechas durante las temporadas de octubre-diciembre de "Vuli" de 2021 y de marzo-mayo de "Masika" de 2022 debido a la escasez de lluvias; los elevados precios de los alimentos también están limitando el acceso económico de los hogares a los alimentos (2022)

### Uganda
Inseguridad alimentaria grave localizada: debido a las condiciones meteorológicas extremas, la inseguridad civil y los elevados precios de los alimentos: en la región de Karamoja, se estima que unas 518.000 personas, el 41% de la población, sufrirán inseguridad alimentaria grave entre marzo y julio de 2022, como consecuencia de las malas temporadas de lluvias consecutivas que afectaron negativamente a la producción agrícola y ganadera, los frecuentes episodios de robo de ganado que provocaron la pérdida de activos productivos y los elevados precios de los alimentos (2022).

### Ucrania
Grave inseguridad alimentaria localizada: debido al conflicto - Ucrania sigue siendo un importante proveedor de productos alimenticios básicos para el mundo; sin embargo, según un análisis de 2023, se estima que al menos 17.6 millones de personas necesitarán asistencia humanitaria multisectorial en 2023 debido a la guerra, incluidos más de 11 millones que necesitan intervenciones de seguridad alimentaria y medios de subsistencia; la cosecha de los cultivos de cereales de invierno de 2023, principalmente trigo, está en marcha y concluirá en agosto; como resultado de una menor superficie plantada, la cosecha de trigo de 2023 en las zonas bajo control gubernamental se estima en 18.5 millones de toneladas, aproximadamente un 8% por debajo de la producción de 2022, ya afectada por la guerra; a pesar de la disminución de la producción de cereales, la disponibilidad de alimentos a nivel nacional es adecuada, pero el acceso sigue siendo un reto importante; el país ya ha experimentado niveles elevados de inflación de los precios de los alimentos en el pasado, debido al impacto económico del conflicto en las zonas orientales; además, el aumento de los costes de la energía, en medio de altas tasas de desempleo y limitadas oportunidades de subsistencia, está reduciendo el poder adquisitivo de los hogares y llevando a más personas a la pobreza. (2023)

### Venezuela
Falta de acceso generalizada: debido a la grave crisis económica - se pronosticó que la economía nacional, altamente dependiente de la producción y las exportaciones de petróleo, se contraería en 2021 por octavo año consecutivo; con los persistentes efectos negativos de la pandemia del COVID-19 que han agravado la ya grave crisis macroeconómica, se espera que el acceso a los alimentos de los hogares más vulnerables se deteriore a lo largo de 2021 y en 2022 debido a las pérdidas generalizadas de actividades generadoras de ingresos y al aumento de los precios de los alimentos (2022)

### Yemen
Falta de acceso generalizada: debido a los conflictos, la pobreza, las inundaciones y los altos precios de los alimentos y el combustible - en 2023, un análisis parcial en las zonas controladas por el gobierno, donde reside aproximadamente el 25 por ciento de la población en situación de inseguridad alimentaria aguda, muestra que la situación sigue siendo grave; a pesar de algunas mejoras en la seguridad, continúan la crisis económica y los conflictos localizados, alimentados por la persistente inestabilidad política, mientras que la insuficiencia de ingresos externos y los elevados precios mundiales de los productos básicos en los alimentos importados limitan la seguridad alimentaria (2023)

### Zambia
Grave inseguridad alimentaria localizada: debido a la reducción de los ingresos y a la escasez localizada de producción de cereales - la producción de cereales disminuyó a un nivel inferior a la media en 2022 y, junto con el impacto del aumento de los precios de los alimentos, se prevé que el número de personas en situación de inseguridad alimentaria aumente a finales de 2022 hasta niveles superiores a los 1.6 millones de personas estimadas en el primer trimestre de 2022 (2022)

### Zimbabue
Falta de acceso generalizada: debido a los altos precios de los alimentos - según una evaluación del gobierno, se espera que unos 3.8 millones de personas necesiten ayuda humanitaria entre enero y marzo de 2023; esta cifra es superior al nivel estimado en el primer trimestre de 2022; el empeoramiento de las condiciones de seguridad alimentaria se debe en gran medida al escaso acceso a los alimentos como consecuencia de los altos precios de los alimentos y la reducción de los ingresos debido a los efectos de una recesión económica; el descenso de la producción de cereales en 2022 también ha agravado las condiciones (2023)